# Waltraud Nowarra
Waltraud Nowarra (z domu Schameitat, ur. 14 listopada 1940 w Koszalinie, zm. 27 października 2007 w Dreźnie) – niemiecka szachistka, mistrzyni międzynarodowa od roku 1966.

## Kariera szachowa
W latach 60. XX wieku należała do ścisłej czołówki szachistek Niemieckiej Republiki Demokratycznej, czterokrotnie zdobywając tytuły mistrzyni kraju (1963 - Aschersleben, 1967 wraz z Ursulą Liebert - Colditz, 1968 - Weimar i 1969 - Schwerin). Poza tym w roku 1973 wywalczyła w Erfurcie medal brązowy. Pomiędzy 1963 a 1972 rokiem czterokrotnie uczestniczyła w szachowych olimpiadach (w tym 2 razy na I szachownicy), zdobywając trzy brązowe medale: dwukrotnie z drużyną (1963, 1966) oraz za indywidualny wynik na II szachownicy w roku 1963.
Największy indywidualny sukces odniosła w roku 1966, zwyciężając w turnieju strefowym (eliminacji mistrzostw świata) w Złotych Piaskach. Dzięki temu sukcesowi rok później wystąpiła w Suboticy w turnieju pretendentek, zajmując X miejsce (wynik ten odpowiadał wówczas jedenastej pozycji na świecie). Do innych jej sukcesów należą dzielone I miejsca w Halle (1970, wraz z Walentiną Borisienko) oraz w Piotrkowie Trybunalskim (1972, wraz z Ireną Kasprzyk).